# Malehurst
Malehurst – osada w Anglii, w hrabstwie Shropshire. Leży 13 km na południowy zachód od miasta Shrewsbury i 229 km na północny zachód od Londynu.